# Jean de Dunois
Jean d'Orléans, più noto come Jean de Dunois o Bastardo d'Orléans (Castello di Beauté-sur-Marne, 18 aprile 1402 – L'Haÿ-les-Roses, 23 novembre 1468), è stato un generale francese conte di Dunois e Longueville. Figlio illegittimo di Luigi I d'Orléans (duca d'Orléans e fratello del re Carlo VI) e di Mariette d'Enghien. Valentina Visconti, moglie del duca, lo accolse nella famiglia come fosse figlio suo. Il soprannome, che lo contraddistinse per gran parte della sua esistenza, era un segno di rispetto, in quanto leader di un'importante famiglia ducale e cugino primo del sovrano. Da lui ebbero origine gli Orléans-Longueville.

## Biografia

### Infanzia
Sino all'età di dieci anni, fu cresciuto insieme al futuro re Carlo presso il castello di Beauté-sur-Marne. Il padre morì nel 1407. I fratellastri Carlo di Valois-Orléans e Giovanni di Valois-Angoulême furono fatti prigionieri per diversi anni dagli inglesi nella battaglia di Azincourt; il terzo, Filippo di Vertus, morì precocemente. Ciò lo rese l'unico adulto della casata degli Orléans.

### Gesta belliche
A sedici anni prese le armi e partecipò alla guerra civile francese al tempo di Carlo VI, combattendo con gli Armagnacchi. Fu catturato dai Borgognoni che nel 1418 riuscirono, grazie a un'astuzia di guerra, ad entrare in Parigi per la porta di Saint-Germain-des-Prés che il Bastardo difendeva. Rilasciato nel 1420, si mise al servizio del Delfino Carlo VII, combattendo nella guerra dei cent'anni contro gli inglesi, dapprima come cavaliere, quindi come capitano, infine come luogotenente generale dell'esercito.
Il futuro conte Dunois nel 1427 liberò Montargis insieme a La Hire, nonostante l'inferiorità numerica, dimostrando già le proprie doti di capitano. Comandò le difese francesi all'assedio di Orléans. Dopo la sconfitta della "battaglia delle aringhe", subita a Rouvray, liberò la città insieme a Giovanna d'Arco. Si unì a lei nelle campagne del 1429, partecipando alla decisiva battaglia di Patay, sino alla consacrazione del re a Reims, proseguendo a combattere anche dopo la morte della Pulzella. Secondo alcuni storici, avrebbe tentato di liberare Giovanna d'Arco dalla prigionia, di concerto con il re, in due "imprese segrete" svoltesi nei mesi di aprile e maggio 1431
Nel 1432 riconquistò Chartres; nel 1436 prese Parigi insieme al conestabile Richemont; nel 1443 liberò, insieme al delfino Luigi, la città di Dieppe dall'assedio; nel 1449 ottenne la capitolazione di Rouen; nel 1450 quella di Caen e Cherbourg, nel 1451 di Bordeaux, dopo aver preso d'assalto e conquistato la città di Blaye. In qualità di comandante militare, si distinse per la disciplina ferrea imposta all'esercito (spesso composto per gran parte da mercenari) e per lo spiccato senso di giustizia; divenuto luogotenente generale, protesse la vita dei civili coinvolti nei combattimenti e, di concerto con il re, preferì accordare l'amnistia ai cittadini che avevano collaborato col nemico, anche per evitare vendette e faide.

### Attività politiche e amministrative
Fu tra i "pari laici" che presenziarono solennemente alla consacrazione di Carlo VII nel 1429 a Reims, sostituendo il fratello prigioniero; lasciata l'armata reale, nell'autunno e inverno 1429-1430 guidò le sue compagnie a contrastare le bande di mercenari che taglieggiavano il Ducato d'Orléans, acquistando una solida reputazione tra il popolo.
In qualità di incaricato regio, preparò il testo del trattato di Arras; prese parte alla definizione dell'ordinanza del 1439 con la quale fu istituito un unico esercito regio, la "Gendarmeria reale", con l'obiettivo di ridurre il potere dei capitani mercenari e proteggere le popolazioni civili, proseguendo così le intenzioni del re Carlo V; nello stesso anno fu nominato gran ciambellano dal re Carlo VII e creato conte di Dunois dal fratellastro, il duca Carlo di Valois-Orléans. Fu tra i messi che convinsero l'ultimo antipapa della storia, Felice V, a dimettersi.
Nel 1456 testimoniò estesamente al processo in nullità della condanna di Giovanna d'Arco, riferendo sui fatti accaduti a Orléans nel 1429 e sui mesi che trascorse al suo fianco, sui campi di battaglia o presso il re Carlo VII, dichiarando di credere ch'ella fosse inviata da Dio, ed attribuendole al contempo una condotta esemplare e carismatica ed un carattere gioioso.
In ricordo di Giovanna fece erigere, nel bosco di Saint-Germain, una croce ancora oggi visibile, la "Croix-Pucelle". Nello stesso anno, per ordine del re, arrestò il duca d'Alençon, accusato di aver congiurato insieme al nemico inglese. Nel 1464 fu coinvolto nella rivolta della Lega del bene pubblico contro Luigi XI ma l'abbandonò quasi subito in circostanze non chiare; perdonato dal re e posto a capo del "Consiglio dei Trentasei" fu mediatore tra la corona e la nobiltà feudale. Fece costruire l'ala ovest del castello di Châteaudun e iniziò, nel 1455, la ricostruzione della basilica di Notre-Dame de Cléry, affidandola agli architetti Pierre Chauvin e Pierre Le Paige; i lavori saranno ultimati solo nel 1472 dal re Luigi XI.

### Morte
Colto da un malore in viaggio, a L'Haÿ-les-Roses, vicino a Bourg-la-Reine, morì nel 1468; il suo corpo fu sepolto a fianco di quello della moglie, Marie d'Harcourt, nella cappella di Saint Jean della basilica di Notre-Dame de Cléry, durante solenni funerali svoltisi alla presenza del re Luigi XI.

### Sepoltura
La tomba di Jean d'Orléans si trova nella cappella detta "di Longueville" (o di "Saint-Jean-Baptiste") nella basilica di Notre-Dame de Cléry; nella stessa trovano anche sepoltura la moglie, Marie d'Harcourt, i figli Jean e Francesco, la moglie di quest'ultimo Agnese di Savoia ed il loro figlio Francesco II; Luigi, figlio avuto da Dunois e da Isabelle de Dreux prima del matrimonio con Marie d'Harcourt.

## Titoli
- Signore di Valbonnais (1421–1468)
- Conte di Mortain (1424–1425)

Arme del conte di Dunois: d'Orléans (tre fiori di giglio d'oro in campo azzurro sormontati da lambello d'argento) brisato da una sbarra broccante sul tutto, segno di bastardigia.

- Visconte di Saint-Sauveur (fino al 1464)[15]
- Conte di Périgord (1430–1438)[16]
- Gran ciambellano di Francia (1436-1468)[17]
- Conte di Dunois (1439–1468)[18]
- Conte di Longueville (1443– 1468)

## Matrimoni e progenie
Sposò Marie Louvet (m. 1426) nell'aprile del 1422 a Bourges, da cui non ebbe discendenza.
Ebbe un figlio illegittimo da Isabelle de Dreux, Louis, Bastardo di Dunois (1436-?); accolto in famiglia e cresciuto da Marie d'Harcourt, morì in giovane età.
Il 26 ottobre 1439 si sposò in seconde nozze con Marie d'Harcourt (m. 1464), signora di Parthenay, da cui ebbe quattro figli; la cerimonia ebbe luogo nella cattedrale di Orléans:
- Marie (1440–1499[19]), sposatasi nell'ottobre 1466 con Louis de la Haye, signore di Passavant e di Mortagne en Poitu
- Jean (1443–1453)
- Francesco (1447–1491), conte di Dunois, Tancarville e Longueville; barone di Varenguebec; visconte di Melun; camerlengo di Francia; governatore di Normandia e del Delfinato; conestabile e camerlengo di Normandia; sposatosi il 2 luglio 1466 con Agnese di Savoia (1445–1508)
- Catherine (1449–1501), sposatasi il 14 maggio 1468 con Giovanni VII di Saarbrücken (1430–1492), conte di Roucy

## Ascendenza
|                                          |                                      |                                         | Genitori                                             |  |  | Nonni |  |  | Bisnonni               |  |  | Trisnonni                  |  |
|                                          |                                      |                                         |                                                      |  |  |       |  |  | Jean II, re di Francia |  |  | Philippe VI, re di Francia |  |
|                                          |                                      |                                         |                                                      |  |  |       |  |  | Jean II, re di Francia |  |  | Philippe VI, re di Francia |  |
|                                          |                                      | Jeanne de Bourgogne                     |                                                      |  |  |       |  |  | Jean II, re di Francia |  |  |                            |  |
| Charles V, re di Francia                 |                                      |                                         |                                                      |  |  |       |  |  | Jean II, re di Francia |  |  |                            |  |
|                                          |                                      | Bona Lucemburská                        | Jan I, re di Boemia                                  |  |  |       |  |  |                        |  |  |                            |  |
|                                          |                                      | Bona Lucemburská                        | Jan I, re di Boemia                                  |  |  |       |  |  |                        |  |  |                            |  |
|                                          |                                      | Bona Lucemburská                        | Eliška Přemyslovna                                   |  |  |       |  |  |                        |  |  |                            |  |
| Louis I, duca d'Orléans                  |                                      | Bona Lucemburská                        |                                                      |  |  |       |  |  |                        |  |  |                            |  |
|                                          |                                      | Pierre I, duca di Borbone               | Louis I, duca di Borbone                             |  |  |       |  |  |                        |  |  |                            |  |
|                                          |                                      | Pierre I, duca di Borbone               | Louis I, duca di Borbone                             |  |  |       |  |  |                        |  |  |                            |  |
|                                          |                                      | Pierre I, duca di Borbone               | Marie de Hainaut                                     |  |  |       |  |  |                        |  |  |                            |  |
| Jeanne de Bourbon                        |                                      | Pierre I, duca di Borbone               |                                                      |  |  |       |  |  |                        |  |  |                            |  |
|                                          |                                      | Isabelle de Valois                      | Charles, conte di Valois                             |  |  |       |  |  |                        |  |  |                            |  |
|                                          |                                      | Isabelle de Valois                      | Charles, conte di Valois                             |  |  |       |  |  |                        |  |  |                            |  |
|                                          |                                      | Isabelle de Valois                      | Mahaut de Châtillon                                  |  |  |       |  |  |                        |  |  |                            |  |
| Jean, conte di Dunois                    |                                      | Isabelle de Valois                      |                                                      |  |  |       |  |  |                        |  |  |                            |  |
|                                          | Gérard II d'Enghien, signore d'Havré | Gérard I d'Enghien, signore d'Havré     |                                                      |  |  |       |  |  |                        |  |  |                            |  |
|                                          | Gérard II d'Enghien, signore d'Havré | Gérard I d'Enghien, signore d'Havré     |                                                      |  |  |       |  |  |                        |  |  |                            |  |
|                                          | Gérard II d'Enghien, signore d'Havré | Marie de Rumigny                        |                                                      |  |  |       |  |  |                        |  |  |                            |  |
| Jacques d'Enghien, signore di Fagnolles  | Gérard II d'Enghien, signore d'Havré |                                         |                                                      |  |  |       |  |  |                        |  |  |                            |  |
|                                          |                                      | Jeanne de Barbancon, signora di Villers | Nicolas de Barbancon, signore di Villers             |  |  |       |  |  |                        |  |  |                            |  |
|                                          |                                      | Jeanne de Barbancon, signora di Villers | Nicolas de Barbancon, signore di Villers             |  |  |       |  |  |                        |  |  |                            |  |
|                                          |                                      | Jeanne de Barbancon, signora di Villers | Marguerite d'Agimont                                 |  |  |       |  |  |                        |  |  |                            |  |
| Mariette d'Enghien, signora di Fagnolles |                                      | Jeanne de Barbancon, signora di Villers |                                                      |  |  |       |  |  |                        |  |  |                            |  |
|                                          |                                      | Simon de Roucy, conte di Braine         | Jean V, conte di Roucy                               |  |  |       |  |  |                        |  |  |                            |  |
|                                          |                                      | Simon de Roucy, conte di Braine         | Jean V, conte di Roucy                               |  |  |       |  |  |                        |  |  |                            |  |
|                                          |                                      | Simon de Roucy, conte di Braine         | Marguerite de Beaumetz, signora di Blason e Mirebeau |  |  |       |  |  |                        |  |  |                            |  |
| Marie de Roucy                           |                                      | Simon de Roucy, conte di Braine         |                                                      |  |  |       |  |  |                        |  |  |                            |  |
|                                          |                                      | Marie de Châtillon                      | Hugues de Châtillon, signore di Rozoy-en-Thierache   |  |  |       |  |  |                        |  |  |                            |  |
|                                          |                                      | Marie de Châtillon                      | Hugues de Châtillon, signore di Rozoy-en-Thierache   |  |  |       |  |  |                        |  |  |                            |  |
|                                          |                                      | Marie de Châtillon                      | Marie de Clacy                                       |  |  |       |  |  |                        |  |  |                            |  |
|                                          |                                      | Marie de Châtillon                      |                                                      |  |  |       |  |  |                        |  |  |                            |  |